# Helfensteinisches Stadtschloss

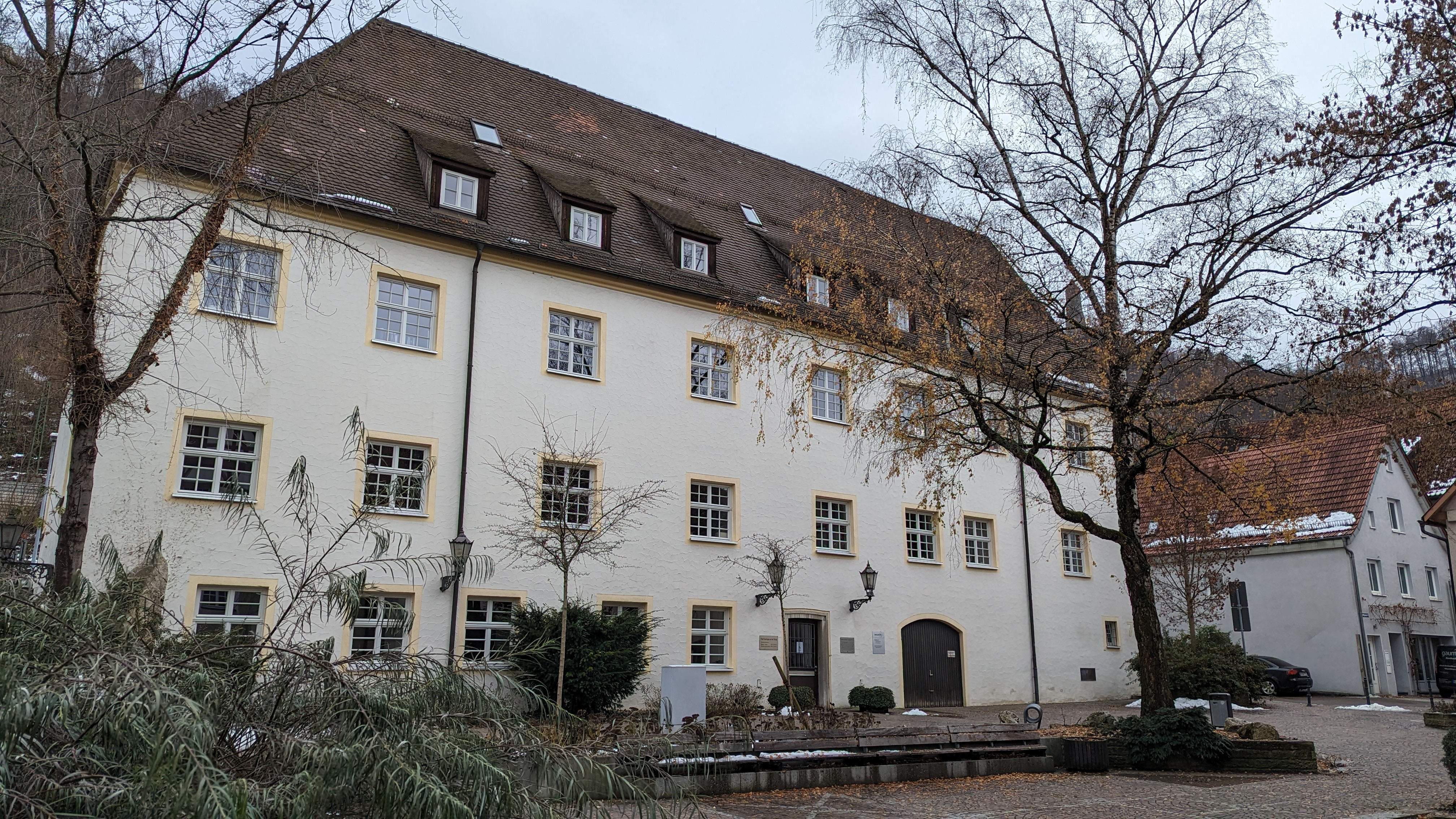
Ehemaliger Ostflügel des Schlosses Geislingen

Das ehemalige Helfensteinische Stadtschloss ist ein ursprünglich zweiflügeliger Bau aus dem 13. Jahrhundert in Geislingen an der Steige im Landkreis Göppingen in Baden-Württemberg.

## Geschichte
Das Schloss entstand vermutlich im 13. Jahrhundert als zweiflügeliger Bau in der nordöstlichen Ecke der Stadtbefestigung, wobei der Ostflügel direkt auf der Ecke der Stadtmauer aufsaß. Es diente als Stadtschloss der Grafen von Helfenstein, die zudem noch eine Burg oberhalb von Geislingen besaßen. 1380 wurde das Helfensteinische Schloss erstmals in einem Vertrag des sogenannten Wilhelmsbund, einem Verteidigungsbündnis verschiedener Adeliger, erstmals erwähnt. 1396 ging die Stadt Geislingen an die Reichsstadt Ulm über. Das Schloss wurde Wohn- und Amtssitz des Ulmischen Vogts und ab 1635 erst Sitz des Visierers, eines Amts zur Bestimmung von Flüssigkeitsmengen und der Einziehung der Weinsteuer, und des Umgelters sowie des Oberamts-Gegenschreibers. Nach dem Übergang Geislingens an Württemberg wurde das Gebäude Sitz des Kameralamts des Oberamts Geislingen bzw. dessen Nachfolgers, des Finanzamts der Stadt Geislingen. 1821 und 1822 musste der nördliche Flügel des Schlosses wegen Baufälligkeit abgebrochen werden. Anfang der 1970er Jahre wurde der noch verbliebene Ostflügel grundlegend umgebaut. Heute befinden sich im Helfensteiner Stadtschloss die Technischen Ämter der Stadt Geislingen.